# Eutineuria

Illustrazione del processo evolutivo di streptoneuria tra i gasteropodi, che è successivamente invertito durante l'eutineuria. A. bilaterale, B. asimmetrica, C condizione di streptoneuria. Le lettere di riferimento sono poste sugli organi del lato sinistro primitivo. a. ano; c. ganglio cerebrale; g. ctenidio; l. padiglione auricolare; m. bocca; n. apertura nefridiale; o. osphradium; pa. ganglio parietale; pe. ganglio del pedale; pl. ganglio pleurico; v. ventricolo.

L'eutineuria è una condizione plesiomorfica presente in alcuni gasteropodi che è il risultato di due eventi evolutivi. Il primo evento, che è stato sperimentato dagli antenati di tutti i gasteropodi esistenti, è noto come torsione. La torsione descrive l'evento in cui gli intestini, il cuore, il nefridio, le branchie e i cordoni nervosi "si attorcigliano" causando la migrazione di alcuni organi dalla sinistra dell'animale alla sua destra, al fine di favorire il trasferimento della cavità del mantello vicino alla testa dell'animale. La torsione ha creato una condizione nelle commessure cerebroviscerali chiamata chiastoneuria o streptoneuria. Secondariamente, alcuni lignaggi di gasteropodi subirono la detorsione: invertirono l'evento di torsione e raddrizzarono i loro organi interni, non incrociando le commissure nel processo. È questo secondo stato, quello in cui le commessure sono tornate a non essere ritorte, che si chiama eutineuria.
I gasteropodi che hanno subito eutineuria appartengono all'infraclasse Euthyneura.